# オネスト・アイ・ドゥ
「オネスト・アイ・ドゥ」 ("Honest I Do")は、ジミー・リードによる楽曲。独自のスタイルを築き上げたミシシッピ出身のジミーは、1950年代から60年代にかけてヴィージェイ・レコードで多くのヒット作を放っている。このナンバーもそのひとつで、1957年のリリース。R&Bチャートで第4位までランクアップしたほか、ポップ・チャートでもトップ40入り(32位)している。
ローリング・ストーンズがカバーしており、彼らの1964年のファースト・アルバム「ザ・ローリング・ストーンズ」に収録された。彼らには多くのアイドルがいたが、ジミー・リードもそんなひとり。なお、ストーンズはレコード化こそしていないが、1962～64年頃にかけてジミー・リード作品をレパートリーにしてきた。また、1960年には"Gee Whiz"で知られるイノセンツも取り上げ、ポップ・チャート28位のヒットとなっている。